# Šako Polumenta
Šako Polumenta (în sârbă Шако Полумента, n. 27 martie 1968, RSF Iugoslavia) este un cântăreț din Muntenegru foarte cunoscut și apreciat în țările fostei Iugoslavii. Este de religie musulmană și face parte dintr-o familie de muzicieni. Nepotul său Dado Polumenta este de asemenea un apreciat cântăreț iar sora sa este încă la debut.
În România, este mai puțin cunoscut, însă unele melodii sunt ascultate în unele cercuri elitiste, unde este apreciat pentru rafinatețea vocii sale.
Cele mai cunoscute melodii ale sale sunt: "Ni si,ni si ti" și "Vino i Ljiubav"

## Discografie
- Ej, sudbino (1993)
- U ljubavi svi su grešni (1995)
- Aman, aman (1997)
- Šako Polumenta (1999)
- Šako Polumenta (2000)
- Eh kad bi ti (2002)
- Uvijek blizu (2004)
- Najbolje do sada... (2005)
- Karta za budućnost (2006)

## Vezi și
- Goga Sekulić